# Aserbaidschanischer Fußballpokal 1998/99
Der Aserbaidschanischer Fußballpokal 1998/99 war die achte Austragung des Pokalwettbewerbs im Fußball in Aserbaidschan. Pokalsieger wurde der Neftçi Baku PFK, der sich im Finale gegen den FK Şəmkir nach Elfmeterschießen durchsetzte. Neftçi qualifizierte sich durch den Sieg für die 1. Qualifikationsrunde im UEFA-Pokal 1999/2000.

## Modus
Bis zum Halbfinale wurden die Sieger in Hin- und Rückspiel ermittelt. Bei Torgleichstand in beiden Spielen zählte zunächst die größere Zahl der auswärts erzielten Tore; gab es auch hierbei einen Gleichstand, wurde das Rückspiel verlängert und ggf. ein Elfmeterschießen zur Entscheidung ausgetragen.

## Teilnehmer
| Premyer Liqası (13) | Premyer Liqası (13)                                                                                          | Birinci Divizionu (12)                                                                                           | Birinci Divizionu (12)                                                                                                  |
| --- | --- | --- | --- |
| - FK Kəpəz - FK Qarabağ Ağdam - FK Dinamo Baku - Neftçi Baku PFK - FK Şəmkir - Baku Fəhləsi Maştağa FK - PFK Turan Tovuz | - FK Viləs Masallı - Bakılı Baku PFK - MOİK Baku PFK - FK Kimyaçı Sumqayıt - FK Shafa Baku - FK Şahdağ-Samur | - FK Babək Lənkəran - FK Çıraqqala Siyəzən - Dalğıc ADNŞ Baku - FK Dinamo Baku 2 - FK Qum adası - HHQ-Şahin Baku | - FK Şahin Səki - FK Şəhriyar Biləsuvar - FK Şirvan Ağdaş - FK Sahil Baku - Xəzər Universiteti Baku - FK Zəfəran Bilgəh |

## 1. Runde
|                              | Gesamt |                             | Hinspiel | Rückspiel |
| ---------------------------- | ------ | --------------------------- | -------- | --------- |
| FK Dinamo Baku 2 (II)        | 00:10  | FK Dinamo Baku (I)          | 0:6      | 0:4       |
| Xəzər Universiteti Baku (II) | 1:2    | FK Shafa Baku (I)           | 0:0      | 1:2       |
| FK Babək Lənkəran (II)       | 3:6    | Baku Fəhləsi Maştağa FK (I) | 3:3      | 00:3 1    |
| FK Çıraqqala Siyəzən (II)    | 0:6    | FK Qum adası (II)           | 00:3 1   | 00:3 1    |
| FK Sahil Baku (II)           | 1:7    | Dalğıc ADNŞ Baku (II)       | 1:4      | 00:3 1    |
| FK Şəhriyar Biləsuvar (II)   | 1:9    | FK Qarabağ Ağdam (I)        | 1:2      | 0:7       |
| FK Şahin Səki (II)           | 0:6    | PFK Turan Tovuz (I)         | 00:3 1   | 00:3 1    |
| FK Şirvan Ağdaş (II)         | 2:8    | HHQ-Şahin Baku (II)         | 2:5      | 00:3 1    |
| FK Zəfəran Bilgəh (II)       | 1:6    | FK Viləs Masallı (I)        | 1:3      | 00:3 1    |

## Achtelfinale
|                             | Gesamt    |                         | Hinspiel | Rückspiel |
| --------------------------- | --------- | ----------------------- | -------- | --------- |
| FK Dinamo Baku (I)          | 8:1       | FK Şahdağ-Samur (I)     | 5:1      | 3:0       |
| FK Shafa Baku (I)           | (a)1:1(a) | FK Kimyaçı Sumqayıt (I) | 0:0      | 1:1       |
| Baku Fəhləsi Maştağa FK (I) | 1:2       | FK Şəmkir (I)           | 1:0      | 0:2       |
| FK Qum adası (II)           | 1:6       | FK Kəpəz (I)            | 1:3      | 00:3 2    |
| Dalğıc ADNŞ Baku (II)       | 4:8       | Bakılı Baku PFK (I)     | 2:4      | 2:4       |
| FK Qarabağ Ağdam (I)        | 0:2       | Neftçi Baku PFK (I)     | 0:0      | 0:2       |
| PFK Turan Tovuz (I)         | 3:1       | MOİK Baku PFK (I)       | 2:1      | 1:0       |
| HHQ-Şahin Baku (II)         | 2:4       | FK Viləs Masallı (I)    | 1:2      | 1:2       |

## Viertelfinale
|                     | Gesamt |                      | Hinspiel | Rückspiel |
| ------------------- | ------ | -------------------- | -------- | --------- |
| FK Dinamo Baku (I)  | 4:1    | FK Shafa Baku (I)    | 0:1      | 4:0       |
| FK Şəmkir (I)       | 3:2    | FK Kəpəz (I)         | 2:0      | 1:2       |
| Bakılı Baku PFK (I) | 0:7    | Neftçi Baku PFK (I)  | 0:4      | 00:3 3    |
| PFK Turan Tovuz (I) | 4:3    | FK Viləs Masallı (I) | 3:1      | 1:2       |

## Halbfinale
|                     | Gesamt |                     | Hinspiel | Rückspiel |
| ------------------- | ------ | ------------------- | -------- | --------- |
| FK Dinamo Baku (I)  | 1:2    | FK Şəmkir (I)       | 1:1      | 0:1       |
| Neftçi Baku PFK (I) | 3:1    | PFK Turan Tovuz (I) | 3:0      | 0:1       |

## Finale
| Paarung   | Neftçi Baku PFK – FK Şəmkir  |
| Ergebnis  | 0:0 n. V.; 5:4 i. E.         |
| Datum     | 28. Mai 1999                 |
| Stadion   | Tofiq-Bəhramov-Stadion, Baku |
| Zuschauer | 8.000                        |
| Tore      | Elfmeterschießen: ?          |